# Bề mặt Mohorovičić

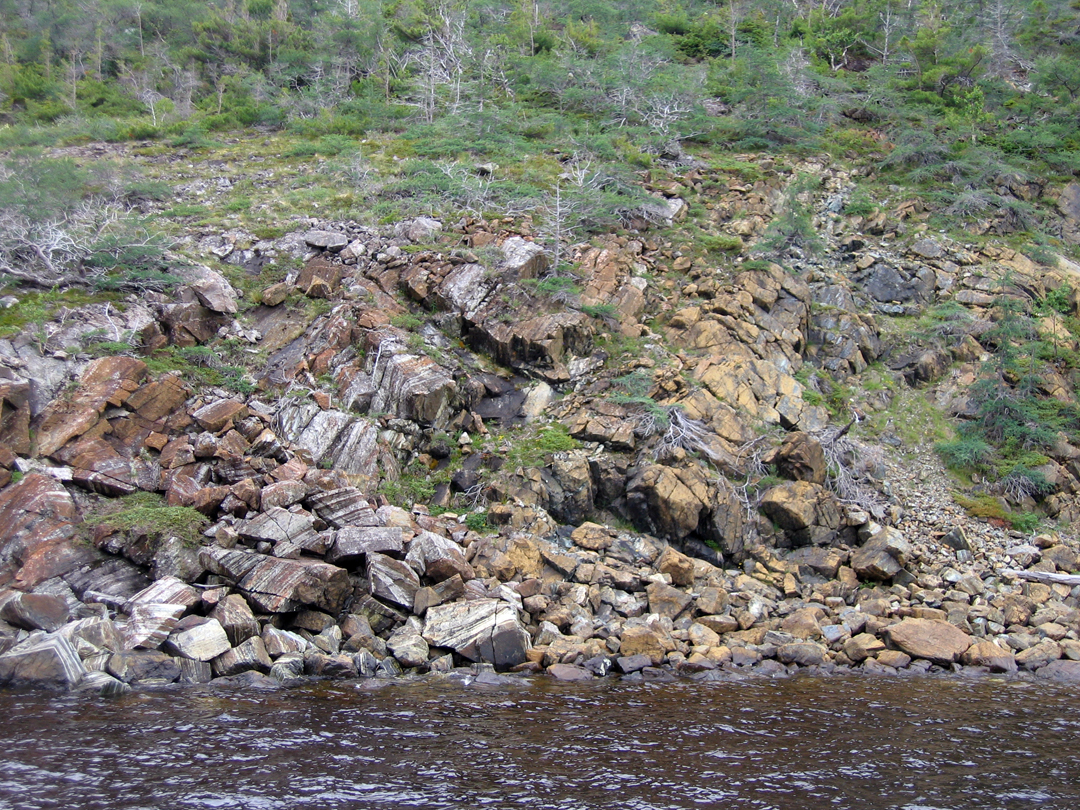
Điểm gián đoạn Mohorovičić kỷ Ordovic tại Vườn quốc gia Gros Morne, Newfoundland. Một phần của đá lớp phủ cổ bị phơi ra bề mặt, chỉ ra sự tồn tại của điểm gián đoạn này.

Điểm gián đoạn Mohorovičić, thông thường được nói đến như là Moho, là ranh giới giữa lớp vỏ và lớp phủ của Trái Đất. Điểm gián đoạn Mohorovičić được Andrija Mohorovičić, một nhà địa chấn học người Croatia, xác định lần đầu tiên năm 1909, khi ông quan sát thấy sự gia tăng đột ngột của vận tốc lan truyền các sóng động đất (đặc biệt là các sóng P) tại điểm này.
Vị trí của điểm gián đoạn Mohorovičić dao động từ khoảng 5 km ở gần các sống núi đại dương tới khoảng 75 km ở gần lớp vỏ lục địa.
Trong thời gian những năm cuối thập niên 1950 và đầu thập niên 1960 đã có đề xuất được đưa ra tại Ủy ban điều hành của Quỹ khoa học quốc gia Hoa Kỳ (NSF) để khoan lỗ dọc theo đáy đại dương để đạt tới ranh giới này. Tuy nhiên, công việc này, có tên gọi là Dự án Mohole, chưa bao giờ nhận được sự ủng hộ cần thiết và đề xuất đã bị Quốc hội Hoa Kỳ hủy bỏ vào năm 1967.